# Félix-Roland Moumié
Félix-Roland Moumié (ur. 1926, zm. 3 listopada 1960) – kameruński lekarz i polityk, od 1958 (po śmierci Rubena Um Nyobe) do śmierci przywódca Unii Ludów Kamerunu (UPC), która toczyła zbrojną walkę z francuską władzą kolonialną. Zginął, otruty przez agentów francuskich w Genewie.